# Gunnar Larson

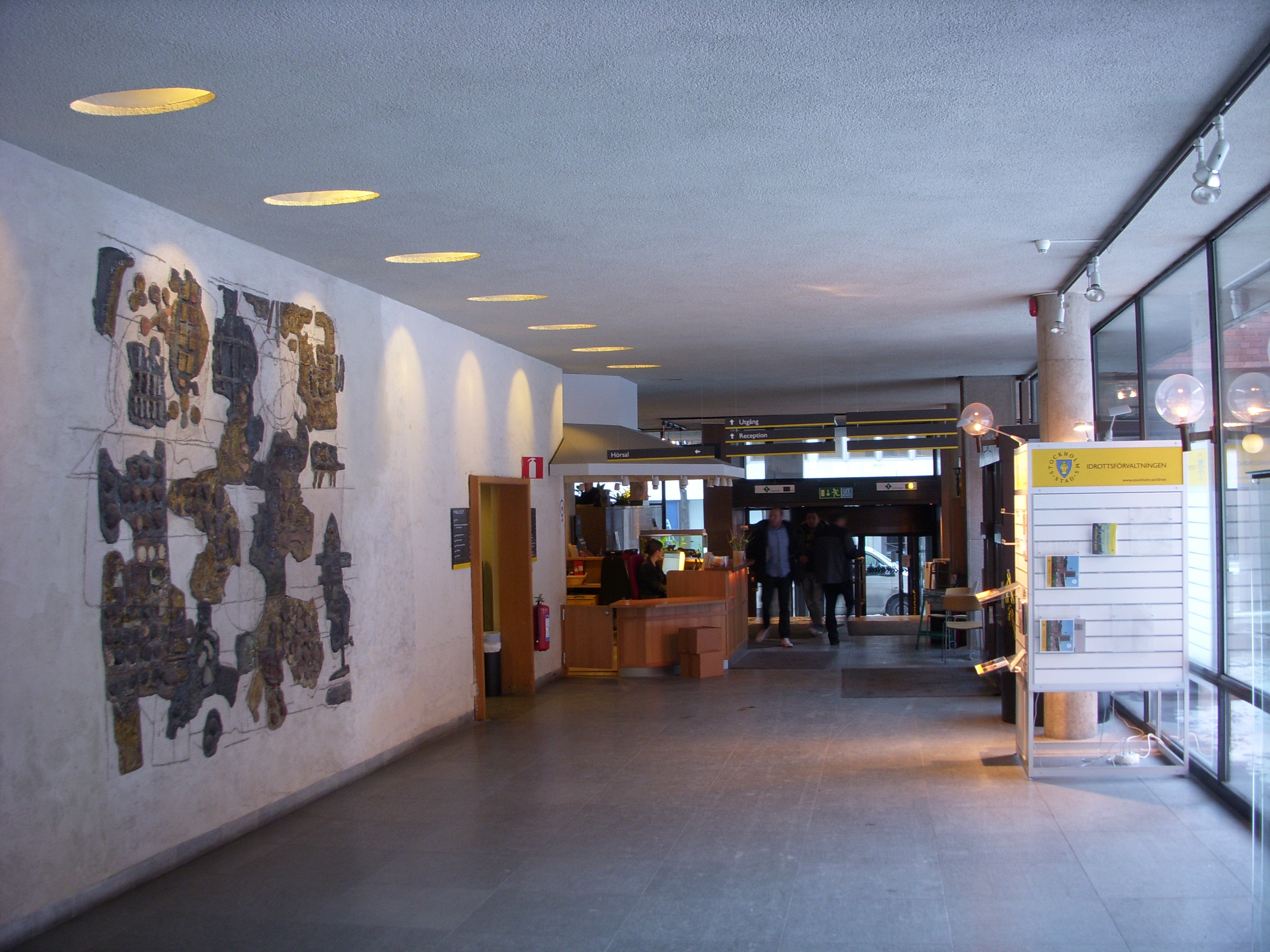
Stengodsrelief i Tekniska nämndhuset i Stockholm, 1964–1966.

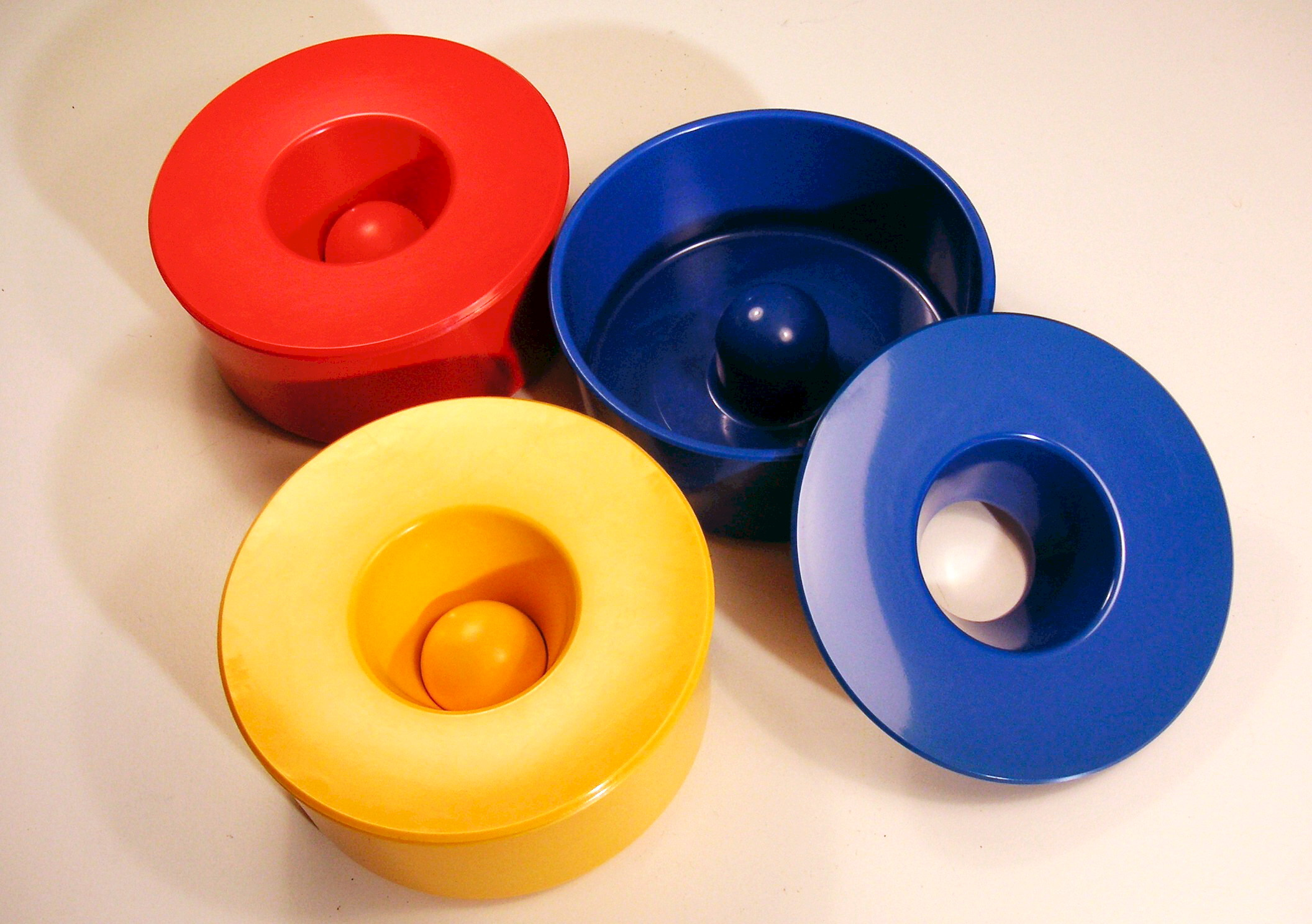
Gunnar Larsons "Kulan" från 1970 (Gustavsberg).

Gunnar Torolf Larson, född 19 augusti 1925 i Grava församling, Värmlands län, död 2 juni 2020 i Nacka distrikt, Stockholms län, var en svensk målare, grafiker och formgivare.

## Biografi
Gunnar Larson studerade 1950 för Otte Sköld i Stockholm och 1950–1954 på Valands konstskola i Göteborg. Senare studerade han även vid Peter Volkous University of California i USA.
År 1959 debuterade Larson på Galleri Gummeson i Stockholm. Han gjorde ett antal offentliga verk, såsom stengods och sgraffito, Tekniska nämndhuset, Stockholm (1964–1966), stengodsreliefer, Umeå universitet (1967), väggmålningar, Nacka gymnasium (1979), Hängande plåtar i taket, Farsta tunnelbanestation (1980), stengodsfasad, Televerket, Stockholm (1983) och stengods, rumsgestaltning för Planetariet på Naturhistoriska riksmuseet (1992).
Gunnar Larson är känd som designer av Gustavsbergs färgglada askkopp ”Kulan” i melaminplast, som kom ut på marknaden 1970. Det blev en storsäljare, som fortfarande tillverkas av AB Ensto-Idealplast.
Han var gift med keramikern Lisa Larson.

## Representerad (urval)
- Nationalmuseum [6]
- Moderna museet [7]
- Göteborgs konstmuseum [8]
- Skissernas museum
- Örebro läns landsting[9]